# 耶鲁医学院
耶鲁医学院（英語：Yale School of Medicine）是隶属于耶鲁大学的医学院。

## 历史
18世纪美国行医不需要医师执照，在医学院成立前一直都是学徒制，后来耶鲁大学校长提议创建医学院，也是耶鲁医学院在1810年创建起来，1813年正式招生。

## 排名
根据2019年由《美国新闻与世界报道》发布美国医学院排名第11位。